# Esmalte de Limoges

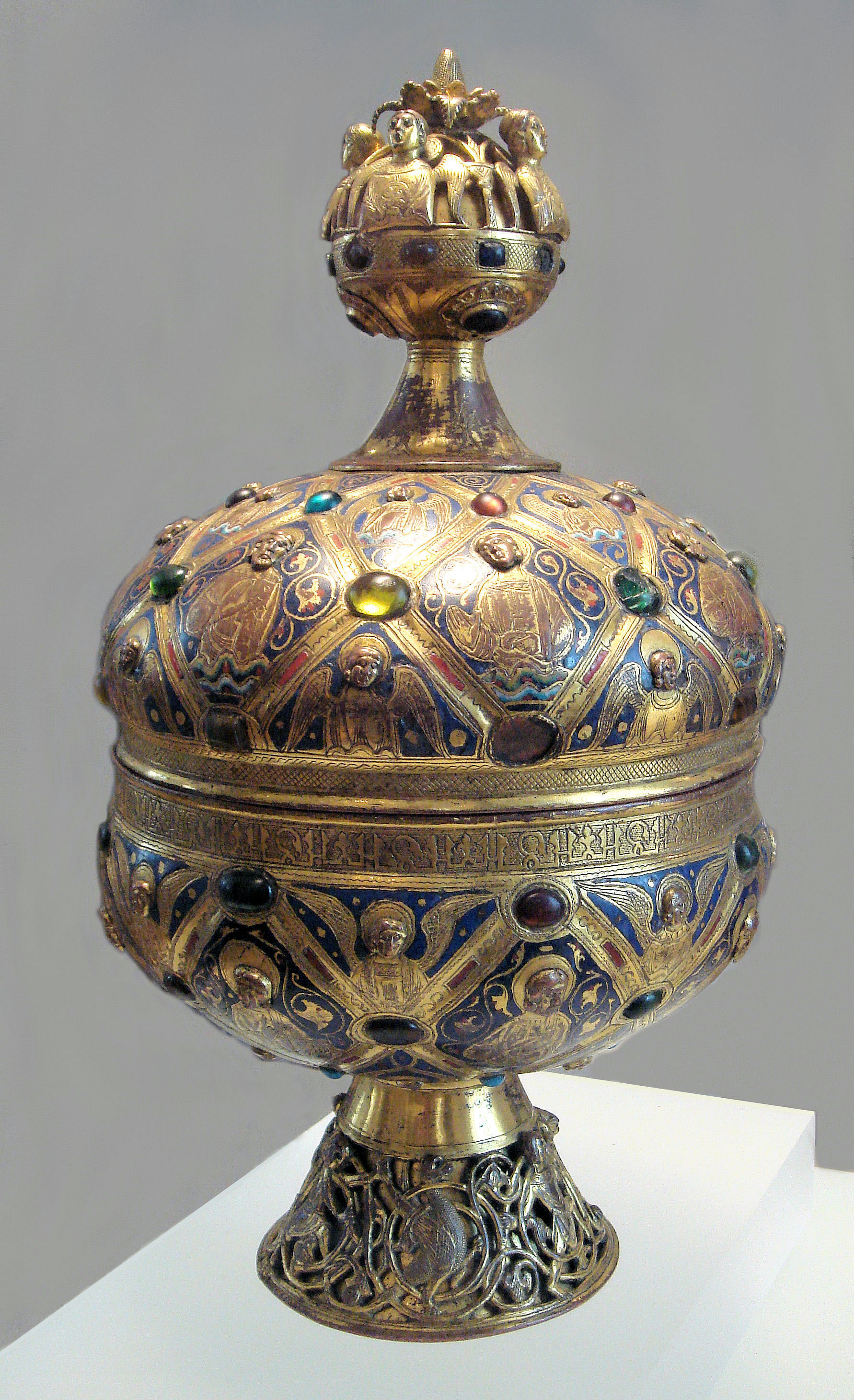
Cibório de Limoges com esmalte champlevé e borda central com escrito pseudo-cúfico, ca. 1200.

O esmalte de Limoges foi produzido em Limoges, França, que era o mais famoso, mas não o de maior qualidade, centro europeu de produção de esmalte vítreo pelo século XII; seus trabalhos foram conhecidos como Opus de Limogia ou Labor Limogiae. Limoges tornou-se famosa pelos esmaltes champlevé, produzindo-o em larga escala e, a partir do século XV, manteve sua liderança mudando para esmalte pintado, frequentemente em grisaille, em placas metálicas planas ou vasos de formas variadas. Placas champlevé e "estojos chassê" ou relicários acabaram quase sendo produzidos em massa e estiveram acessível a igrejas paroquiais e a aristocracia. Contudo, champlevé de melhor qualidade veio do vale Mosan, e depois dos esmaltadores basse-taille de Paris levou a extremidade superior do mercado.[carece de fontes?]
O esmalte de Limoges foi geralmente aplicado em uma base de cobre, mas também às vezes em prata ou ouro. A preservação é frequentemente excelente devido a resistência do material empregado, e os trabalhos mais baratos de Limoges em cobre sobreviveram a uma taxa muito maior do que os trabalhos da corte em metais preciosos. Algumas das primeiras peças de esmalte de Limoges mostram uma banda em escrito pseudo-cúfico que "era uma característica ornamental recorrente em Limoges e tinha sido adotada na Aquitânia".

## Galeria

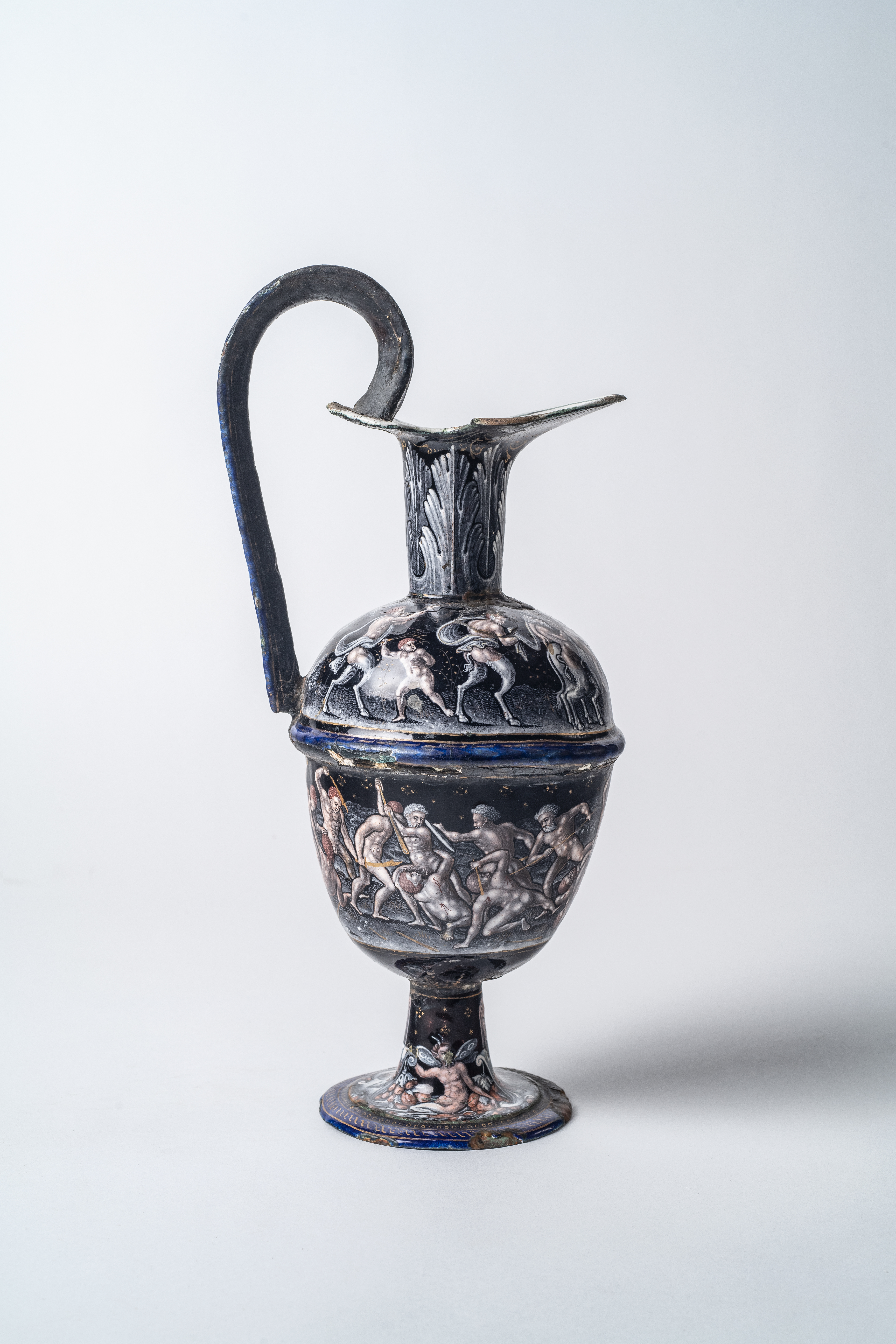
Jarro ovóide. Casa Museu Eva Klabin.
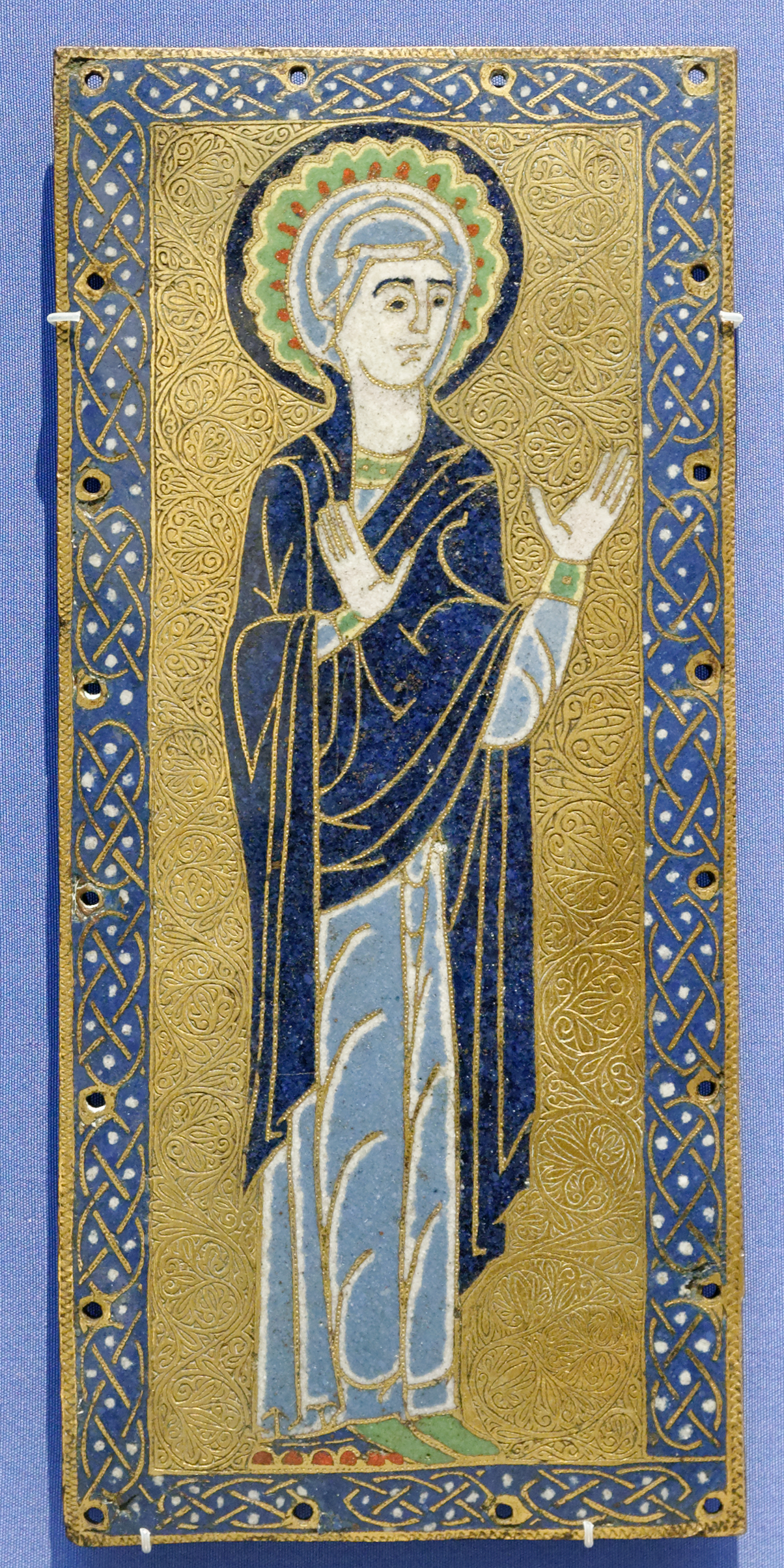
Placa com esmalte champlevé sobre liga de cobre, século XII
capa tesouro, séc. XII/XIII
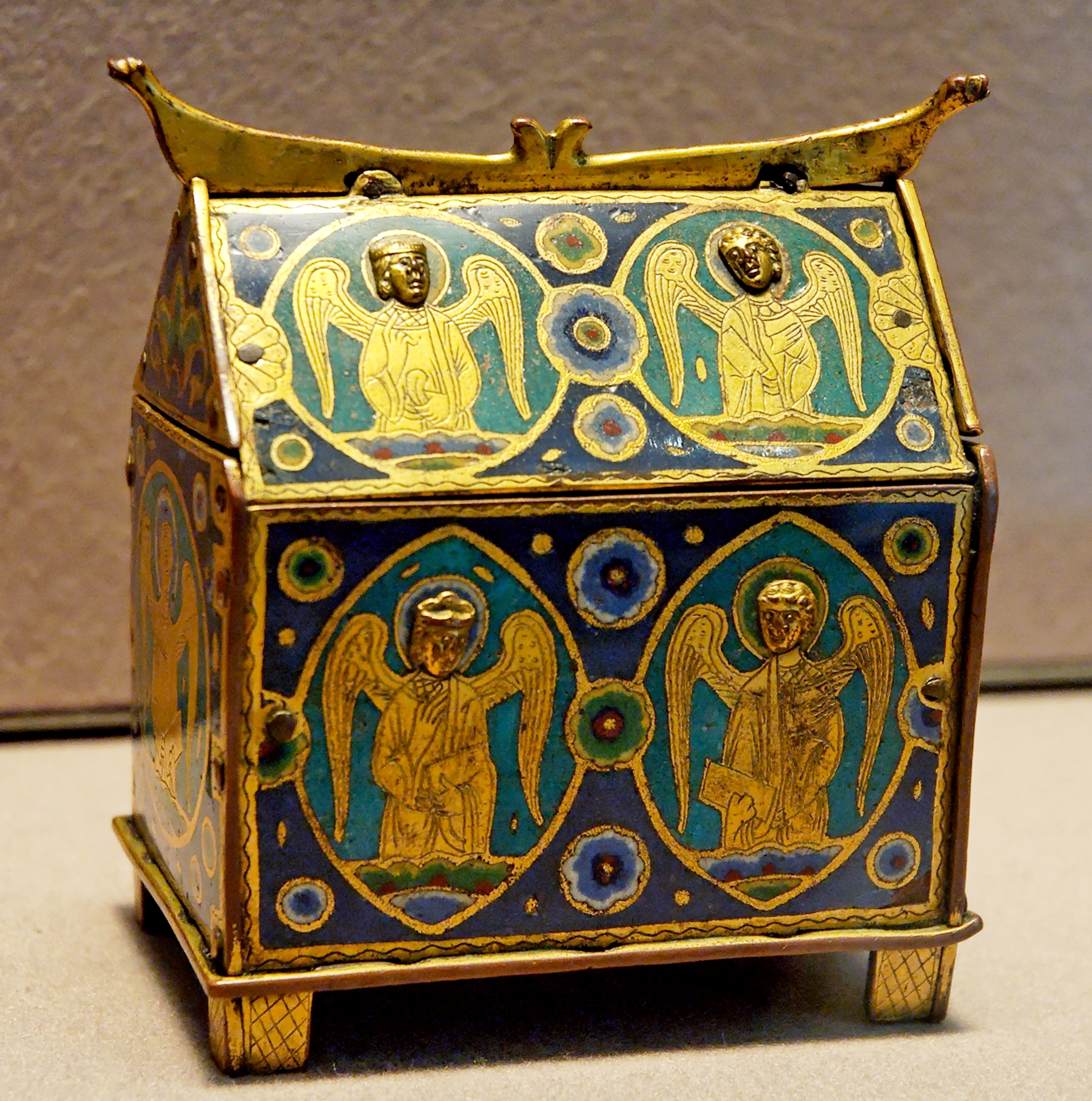
chassê do século XIII
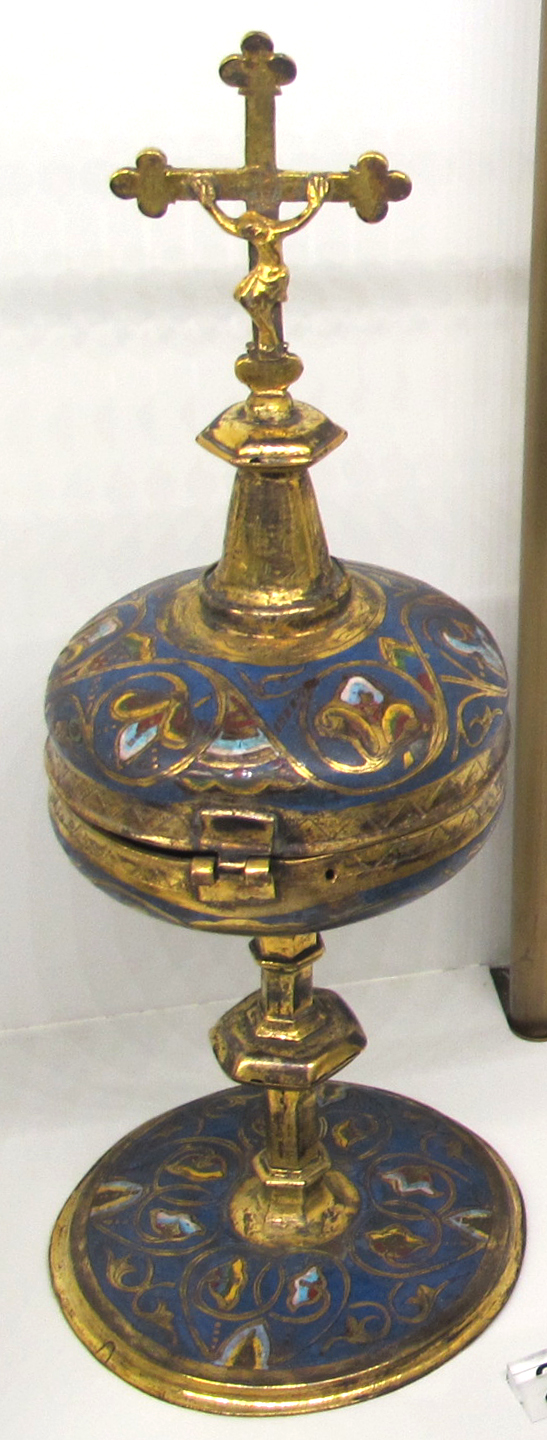
Cibório do século XIV
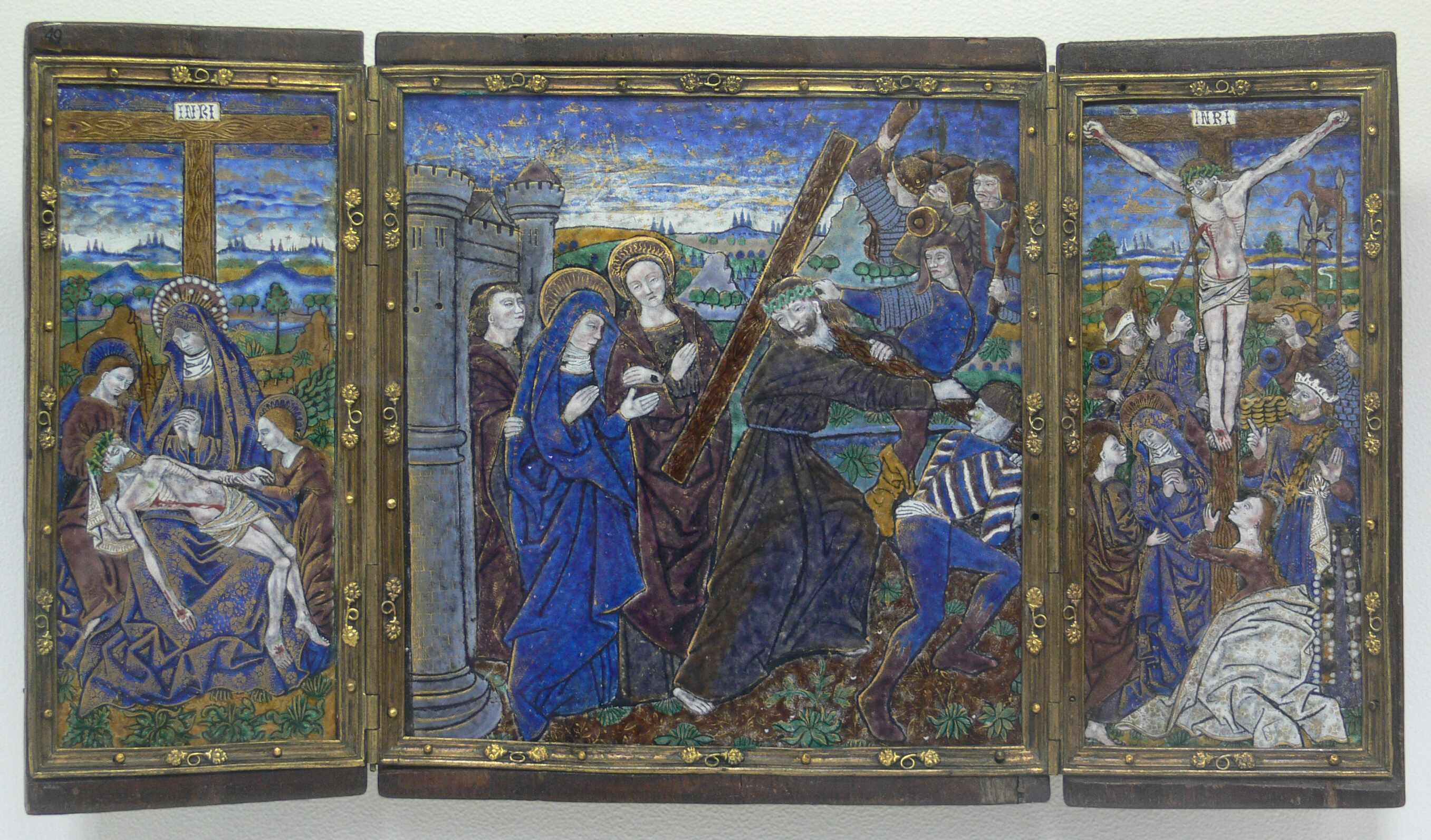
tríptico do final do século XV
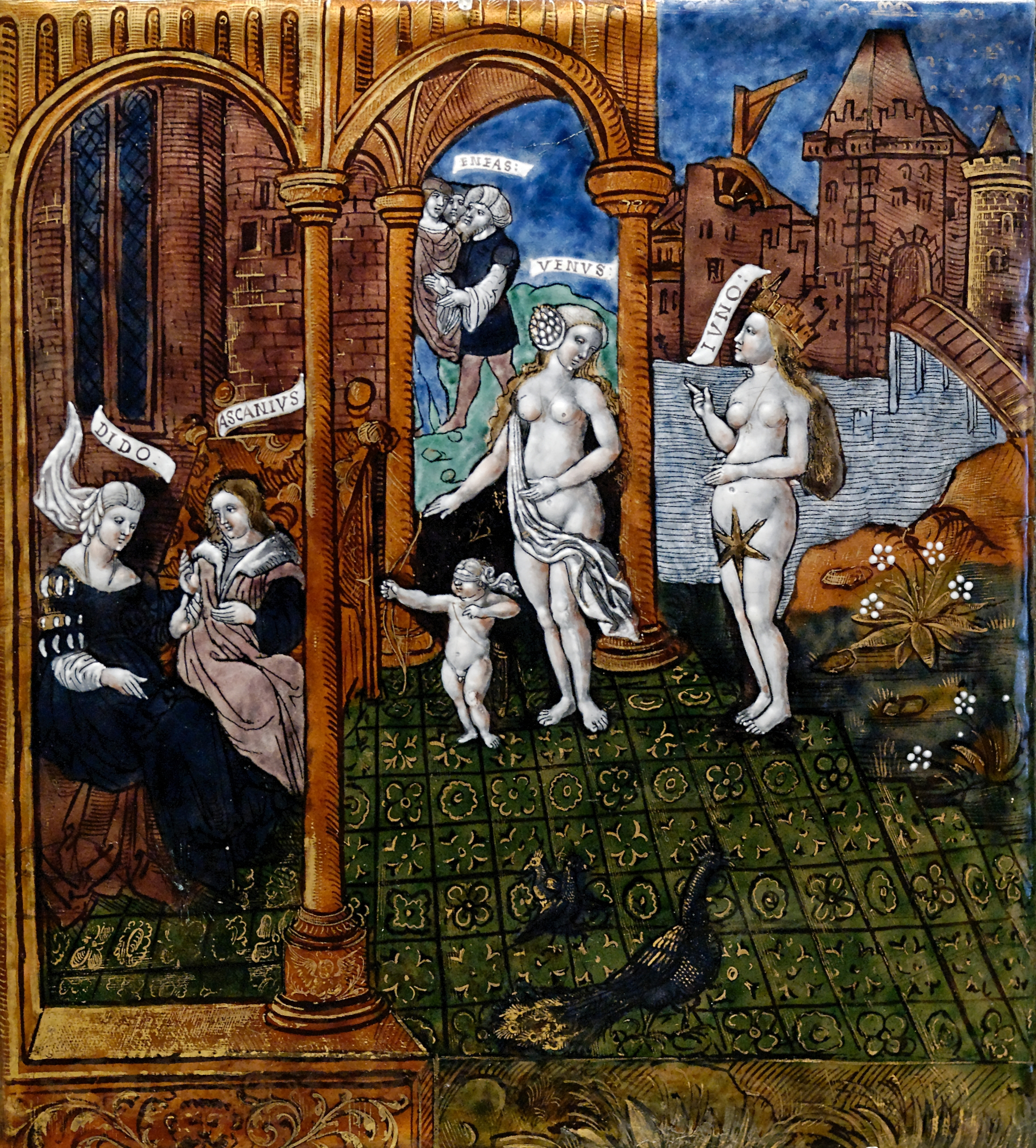
Placa pintada, ca. 1530
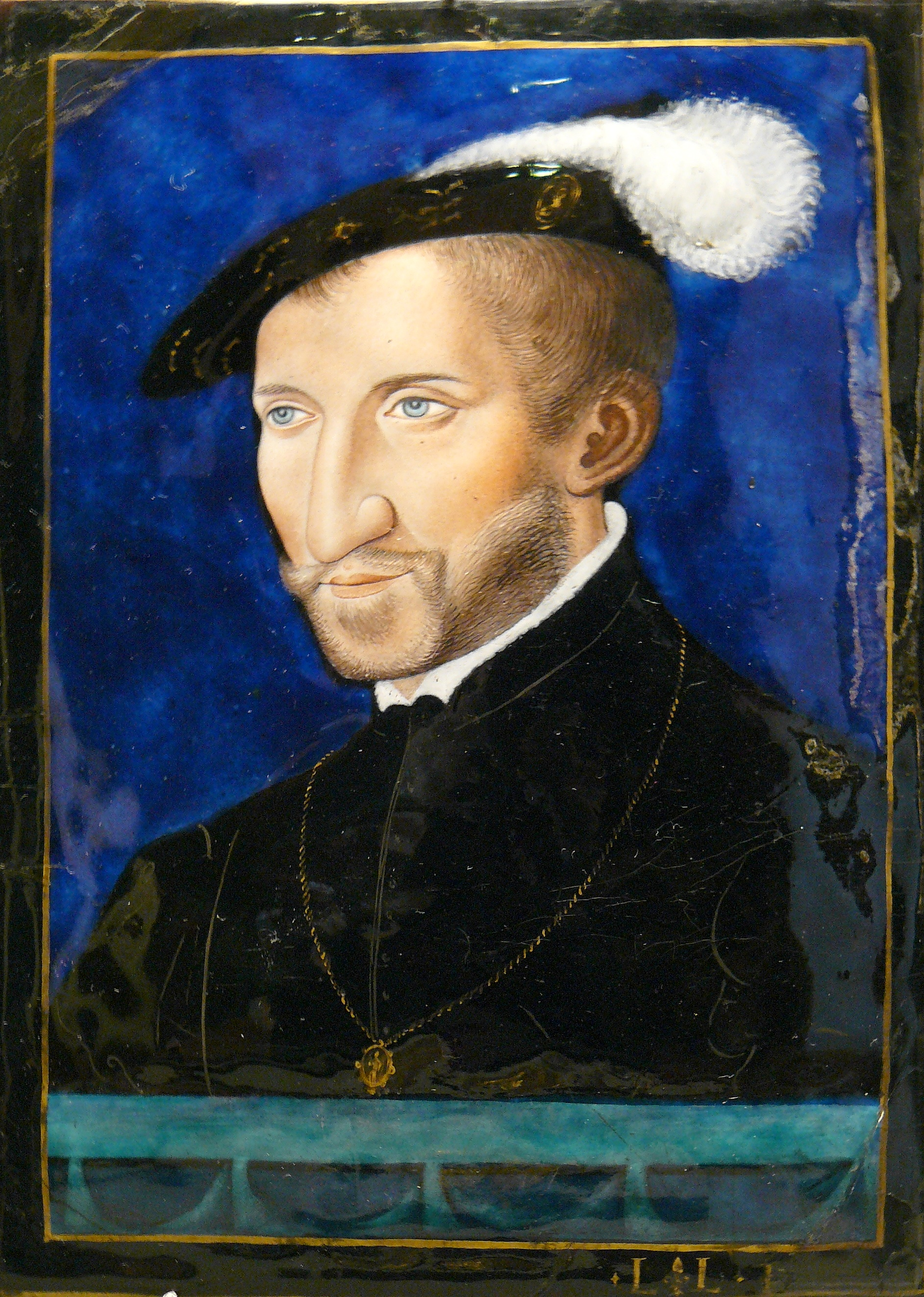
Placa retrato, século XVI
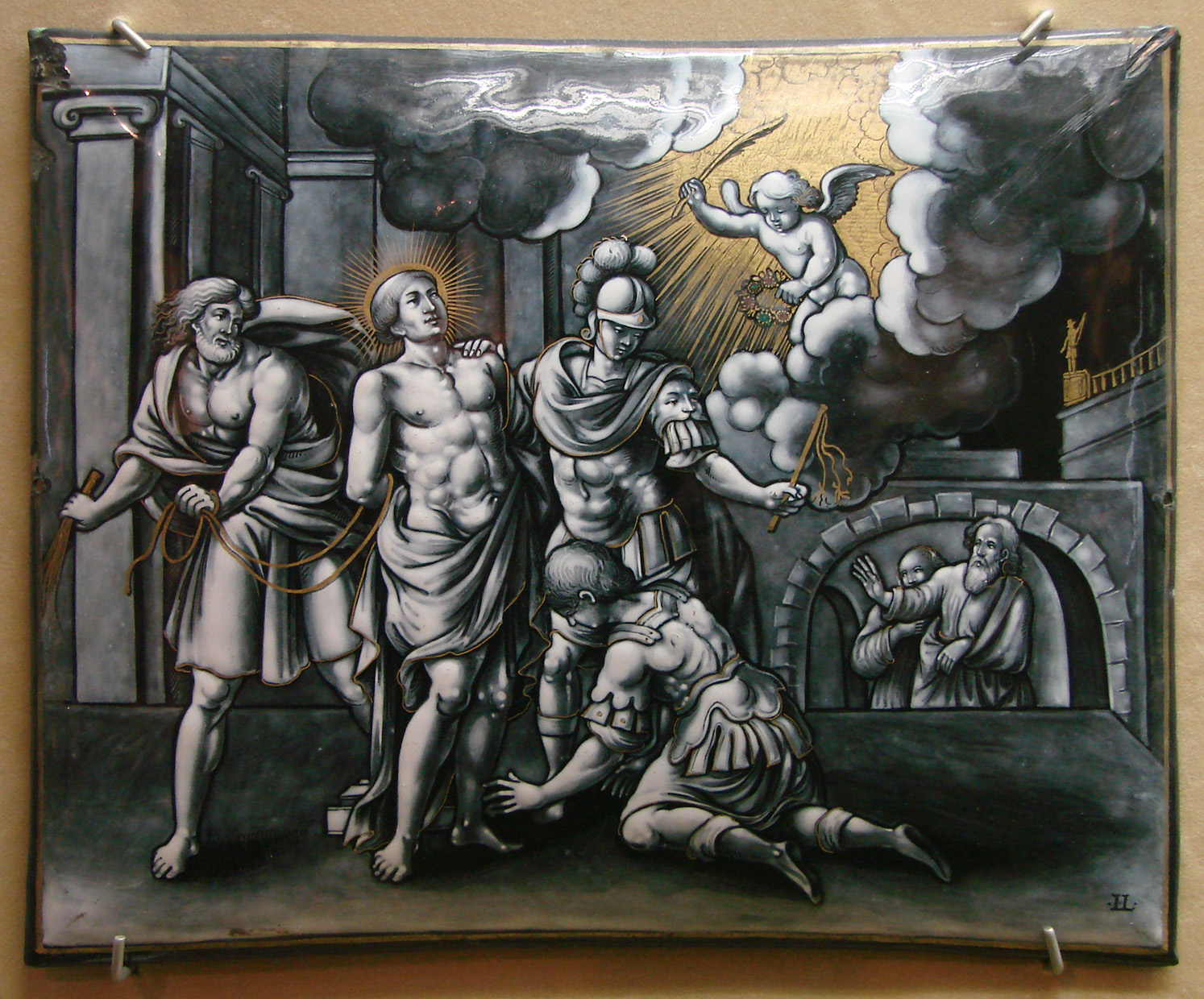
placa grisaille pintada, século XVII
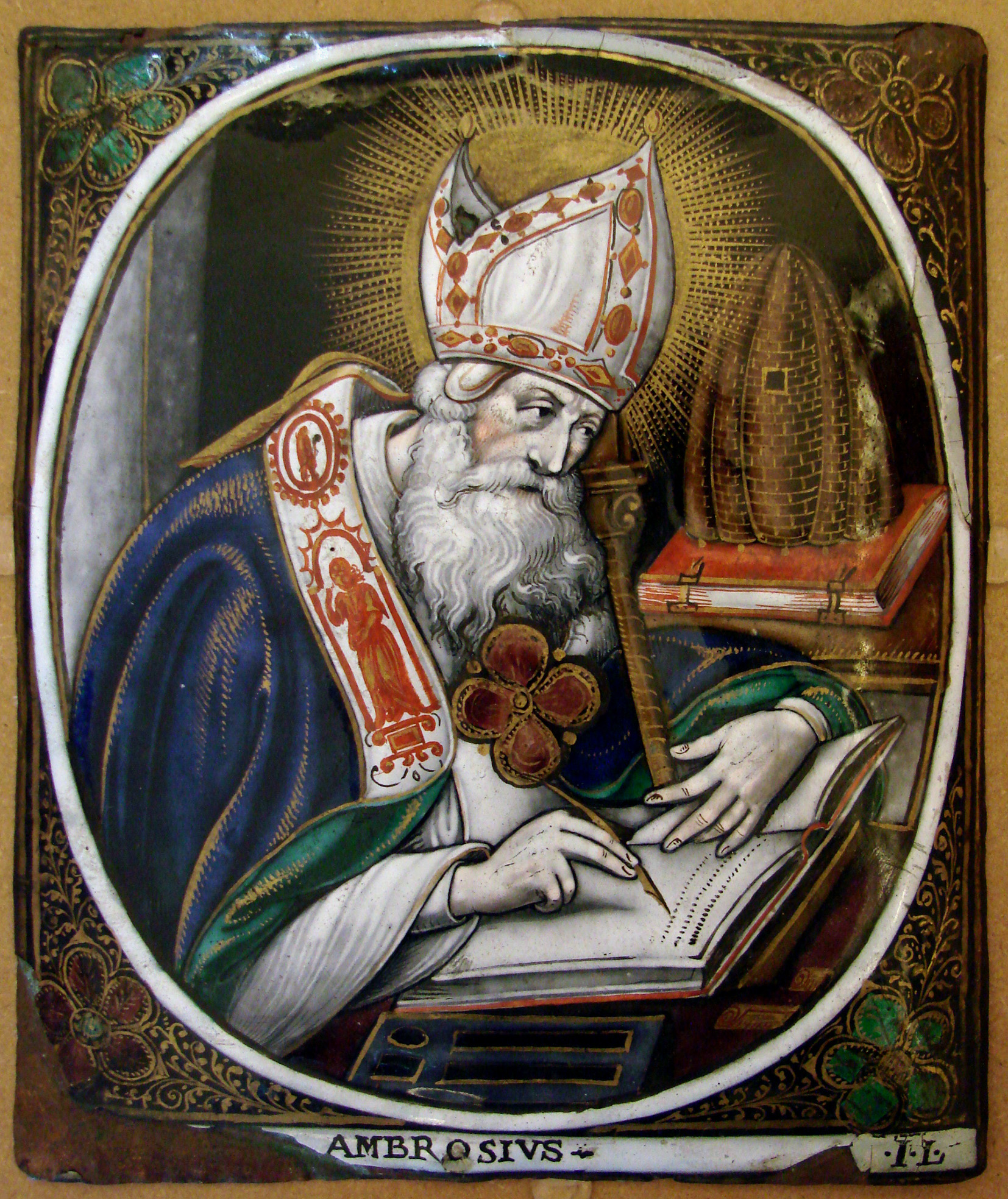
Placa pintada, século XVII
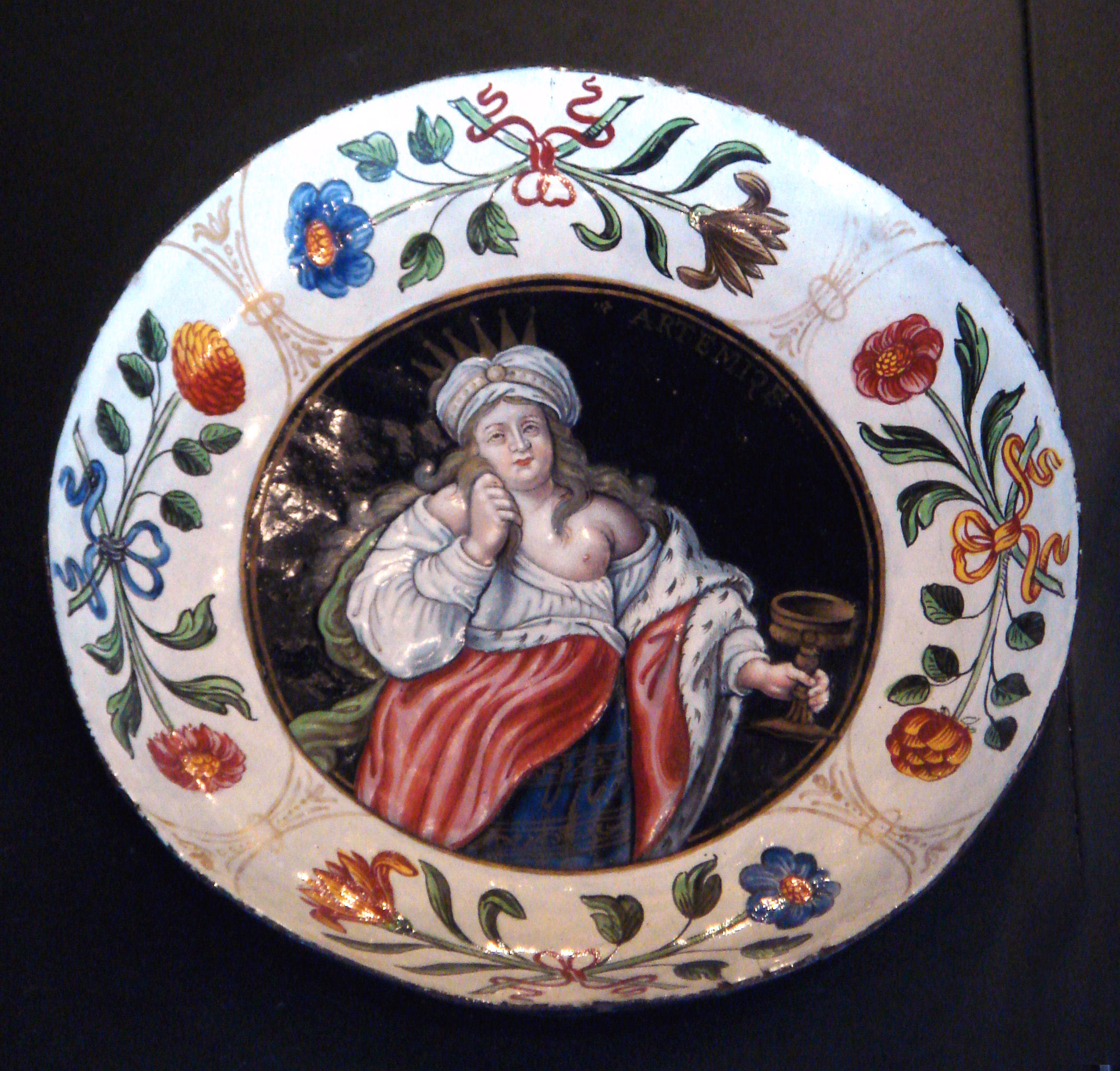
Prato esmaltado de cobre, atribuída a Noël II Laudin, ca. 1700